# Steingrímur Hermannsson
Steingrímur Hermannsson (wym. [ˈsteinkrimur ˈhɛrmanˌsɔn]; ur. 22 czerwca 1928 w Reykjavíku, zm. 1 lutego 2010 tamże) – islandzki polityk i inżynier, długoletni parlamentarzysta, minister w różnych resortach, w latach 1979–1994 przewodniczący Partii Postępu, w latach 1983–1987 i 1988–1991 premier Islandii.

## Życiorys
Jego ojcem był Hermann Jónasson, premier Islandii w latach 1934–1942 i 1956–1958. Steingrímur Hermannsson kształcił się w zakresie elektrotechniki w Stanach Zjednoczonych. Ukończył Illinois Institute of Technology w 1951 i California Institute of Technology w 1952. Pracował w różnych przedsiębiorstwach w USA i następnie w Islandii.
Zaangażował się w działalność polityczną w ramach Partii Postępu. W 1971 został po raz pierwszy wybrany na deputowanego do Althingu. W islandzkim parlamencie zasiadał nieprzerwanie do 1994. Był ministrem sprawiedliwości, spraw kościelnych i rolnictwa (1978–1979), ministrem rybołówstwa i komunikacji (1980–1983) oraz ministrem spraw zagranicznych (1987–1988). W latach 1979–1994 zajmował stanowisko przewodniczącego Partii Postępu. Od 28 maja 1983 do 8 lipca 1987 oraz od 28 września 1988 do 30 kwietnia 1991 pełnił funkcję premiera Islandii. W latach 1994–1998 był prezesem islandzkiego banku centralnego.
Był ojcem m.in. Guðmundura Steingrímssona, pierwszego lidera partii Świetlana Przyszłość.